# Agrizoofobi
Agrizoofobi, er frygten for vilde dyr. Årsagen til en fobi som denne for vilde dyr er ofte nuanceret, men ofte skyldes det panikanfald og traumatiske livserfaringer fremprovokeret af en tilsyneladende truende situation. Frygt for vilde dyr kan blive helbredt ved hjælp af kvalificeret terapi, kognitiv terapi og konfrontation.[kilde mangler]
Agrizoofobi kaldes også fobi for vilde dyr eller dyrefobi, men det er ordet agrizoofobi som er det mest almindeligt anvendte navn for tilstanden.[kilde mangler]
Ordet agrizoofobi kommer fra græsk ἄγριος - agrios, "vild",  ζῷον - zōon, "dyr" and φόβος - phobos, "frygt".